# Zsámbék
Zsámbék è un comune dell'Ungheria di 5.068 abitanti (dati 2007) situato nella contea di Pest, nell'Ungheria settentrionale.